# Brooke Andersen
Brooke Andersen (San Diego, 23 agosto 1995) è una martellista statunitense.

## Biografia
Ai Giochi panamericani di Lima del 2019 ha vinto la medaglia d'argento nel lancio del martello, superata soltanto dalla connazionale Gwen Berry.

## Palmarès
| Anno | Manifestazione      | Sede     | Evento              | Risultato | Prestazione | Note |
| ---- | ------------------- | -------- | ------------------- | --------- | ----------- | ---- |
| 2014 | Mondiali U20        | Eugene   | Lancio del martello | 21ª (q)   | 54,64 m     |      |
| 2018 | Campionati NACAC    | Toronto  | Lancio del martello | Bronzo    | 70,05 m     |      |
| 2019 | Giochi panamericani | Lima     | Lancio del martello | Argento   | 71,07 m     |      |
| 2019 | Mondiali            | Doha     | Lancio del martello | 20ª (q)   | 68,46 m     |      |
| 2021 | Giochi olimpici     | Tokyo    | Lancio del martello | 10ª       | 72,16 m     |      |
| 2022 | Mondiali            | Eugene   | Lancio del martello | Oro       | 78,96 m     |      |
| 2022 | Campionati NACAC    | Freeport | Lancio del martello | Argento   | 68,66 m     |      |
| 2023 | Mondiali            | Budapest | Lancio del martello | 25ª (q)   | 67,72 m     |      |
| 2023 | Giochi panamericani | Santiago | Lancio del martello | nm        | nm          |      |